# Censo do Reino Unido de 1811
O Censo do Reino Unido de 1811 foi o segundo Censo da Grã-Bretanha, tendo sido realizado em 27 de maio daquele ano, abrangendo dados de Inglaterra, Escócia e País de Gales. Ele estimou uma população total de 12,6 milhões de habitantes, um aumento de 1,6 milhão em relação aos dados de 1801.

## Dados pesquisados
Foram estabelecidas perguntas dirigidas aos chamados Superintendentes dos Pobres (Overseers of the Poors, em inglês), funcionários que administravam ajuda humanitária na Inglaterra, bem como aos professores na Escócia. Eles eram obrigados a prestar contas da população residente, percorrendo de casa em casa em 27 de maio de 1811, e nos dias imediatamente subsequentes, se apenas um não fosse suficiente. Eles foram solicitados a obter as seguintes informações para a paróquia, município ou local:
1º. Quantas casas habitadas existem em sua paróquia, município ou local, e por quantas famílias eles são ocupadas?
2º. Quantas casas estão sendo construídas e, portanto, ainda não estão habitadas?
3º. Quantas outras casas estão desabitadas?
4º. Qual número de famílias em sua paróquia, município ou local são, principalmente, empregados e mantidos pela agricultura; quantas famílias são, principalmente, empregadas e mantidas pelo comércio, manufatura ou artesanato; e quantas famílias não estão compreendidas em nenhuma das duas classes anteriores? O número total de famílias em resposta a esta questão, deve corresponder ao número de famílias em resposta à primeira questão.
5º. Quantas pessoas (incluindo crianças de qualquer idade) são realmente encontradas dentro dos limites de sua paróquia, município ou lugar, no momento desta pesquisa, distinguindo homens e mulheres, e excluindo os homens que realmente servem nas forças regulares de Sua Majestade, na Antiga Milícia, ou em qualquer Milícia Local Encarnada, bem como os marinheiros a serviço de Sua Majestade ou pertencentes a embarcações registradas?
6º. Referindo-se ao número de pessoas em 1801, a que aspecto você atribui qualquer diferença notável no número atualmente?
7º. Existem outros assuntos que você pode achar necessário observar, na explicação de suas respostas a qualquer uma das perguntas anteriores?

### Devolução dos formulários
Os resultados de cada área deveriam ser devolvidos em formulário anexo ao cronograma do ato, ou seja, apenas os números de cada uma das questões. Foi deixado para aqueles que compilaram as informações sobre como o fazer, e alguns elaboraram listas de nomes a partir das quais produziram os números exigidos. Em algumas áreas, produziam-se formulários para esse fim e, em Londres e em outros lugares, as programações impressas eram deixadas para que os chefes de família os preenchessem.

## Censos Subsequentes
Os Censos realizados em 1811, 1821 e 1831 foram baseados no mesmo modelo do Censo de 1801. Com a aprovação do Population Act 1840, uma nova abordagem foi adotada no Censo de 1841, quando os detalhes das pessoas e seus nomes passaram a ser registrados.